# Boris Rybakov
 (juin 2013).
Si vous disposez d'ouvrages ou d'articles de référence ou si vous connaissez des sites web de qualité traitant du thème abordé ici, merci de compléter l'article en donnant les références utiles à sa vérifiabilité et en les liant à la section « Notes et références ».
Boris Alexandrovitch Rybakov (en russe : Бори́с Алекса́ндрович Рыбако́в), né le 21 mai 1908 à Moscou et mort le 27 décembre 2001 dans la même ville, est un historien et archéologue russe et soviétique, tenant notamment de la thèse « anti-normaniste » concernant les débuts de la Rous.

## Biographie
Boris Rybakov est né dans une famille de vieux-croyants.
En 1926, il rejoint le département d'histoire et d'ethnologie de l'université d'État de Moscou, dont il sort diplômé en 1930.